# Selezione maschile di calcio di Cipro del Nord
La Selezione di calcio della Repubblica Turca di Cipro del Nord è la rappresentativa della Repubblica Turca di Cipro del Nord, una nazione de facto ed è membro ufficiale della NF-Board dal 25 marzo 2006.
È campione della FIFI Wild Cup avendola vinta in Germania nel giugno del 2006 e della ELF Cup, avendo vinto le prime, e sinora uniche, edizioni del FIFI Wild Cup e dell'ELF Cup. 
Attualmente il Cipro del Nord è al 1º posto nella Classifica Mondiale della CONIFA.

## Storia

### Origini (1955-1984)
Sebbene la Cyprus Turkish Football Federation (Kıbrıs Türk Futbol Federasyonu, KTFF) sia stata formata nel 1955, come conseguenza della scissione delle squadre turche cipriote dai tornei ciprioti, la nazionale ha giocato la sua prima gara solo nel 1962, contro la Turchia, grazie al permesso concesso dall'allora segretario generale della FIFA, Helmut Käser, di giocare contro altre nazionali, ad eccezione delle gare ufficiali. Nonostante ciò il presidente FIFA, Gianni Infantino, è contrario ad offrire a questa nazionale lo status di membro a pieno titolo.
Lo Stato Federativo Turco di Cipro del Nord ha partecipato ai Giochi Islamici del 1980 a Smirne. In tale occasione perse 5-0 contro la Turchia e 2-0 contro l'Arabia Saudita, 2-1 contro la Malaysia, e pareggiò 1-1 con la Libia.

### Dopo la nascita della Repubblica Turca (1984-2004)
Dopo la fondazione della Repubblica Turca di Cipro del Nord nel 1983, il Paese ha ospitato gli Sport Games Football Federation nel 1999, da cui Cipro del Nord è uscita vincitrice.

### NF-Board (2004-2012)
Il KTFF è diventato membro provvisorio dell'NF-Board il 12 dicembre 2003, permettendo così alla propria nazionale di disputare i tornei organizzati da questa federazione. Nel 2005, in occasione della celebrazione dei 50 anni della KTFF, è stata disputata 50 Years Anniversary Cup, vinta dalla stessa Cipro del Nord. Nel giugno dell'anno successivo si è aggiudicata anche la FIFI Wild Cup 2006, giocata ad Amburgo, dopo aver sconfitto Zanzibar in finale 4-1 ai tiri di rigore.
La Repubblica di Cipro del Nord era stata scelta anche per ospirare la VIVA World Cup nel novembre 2006 tuttavia, per successivi problemi tra la NF-Board e la KTFF, quest'ultima decise di organizzare un proprio torneo, la ELF Cup.
La Selezione aprì il torneo con una vittoria 5-0 sulla Crimea, migliorando così il precedente record di 6-2 contro la Lapponia. Record ulteriormente migliorato con la successiva vittoria 10-0 sul Tibet. Giunta in finale sconfisse la Crimea 3-1.

### CONIFA (2012-presente)
La Selezione è inoltre membro della CONIFA dal 2012